# I ventitré giorni della città di Alba
I ventitre giorni della città di Alba è una raccolta di 12 racconti di Beppe Fenoglio pubblicata nel 1952.
Sei racconti sono dedicati ad episodi della guerra partigiana, altri sei sono descrizioni della vita nell'Italia contadina durante e dopo la seconda guerra mondiale (1939-1945).

## Genesi
La pubblicazione della raccolta, avvenuta nel 1952 per Einaudi, segnò l'esordio letterario di Fenoglio.
Il percorso dell'opera verso la pubblicazione fu lungo e travagliato anche a causa del titolo originario, Racconti della guerra civile, sgradito al consulente editoriale della casa editrice torinese, Elio Vittorini, che propose di cambiarlo in Racconti barbari. Il libro fu infine pubblicato nel 1952 con il titolo I ventitré giorni della città di Alba, dal nome del primo racconto.

## Tema
Questo narra della conquista partigiana di Alba, avvenuta il 10 ottobre 1944. Privi degli aiuti alleati, i partigiani resistono poche settimane prima di cedere nuovamente la città all'esercito della Repubblica Sociale Italiana il 2 novembre successivo, dopo, appunto, 23 giorni.
La conquista di Alba da parte delle formazioni autonome delle Langhe fu il coronamento di mesi e mesi di lotta sulle colline, che avevano ridotto il presidio fascista al lumicino, quasi confinato all'interno della città; le truppe, quindi, furono costrette ad abbandonarla e lo fecero in modo ordinato e concordato il 10 ottobre, grazie all'intervento della curia diocesana, incalzati dai partigiani che si apprestavano ad entrare trionfalmente per le vie, salutati dalla popolazione festante e dal suono delle campane di tutte le chiese cittadine. Questa occupazione militare diede molto fastidio alle alte autorità fasciste, da Torino fino a Salò, che subito pensarono al modo di rientrare in possesso della città; una zona libera di questo tipo non poteva esistere, perché rappresentava una vera macchia al prestigio della RSI: per questo motivo alla riconquista non parteciparono truppe tedesche ma solo italiane, in particolare reparti anti-partigiani dei RAU (Reparti Arditi Ufficiali), formazioni della GNR (Guardia Nazionale Repubblicana) e delle Brigate nere, un plotone di cavalleria e alcuni reparti della Xª MAS (Bgt. Lupo e 1^ e 2^ Cp. Btg. Fulmine).
I partigiani, che diedero vita a un governo civile mantenendo l'ordine e i commerci, controllavano soprattutto le rive del fiume Tanaro a nord e l'ingresso della città dalla direttrice sud, mentre tutto il fianco ovest si pensava fosse ragionevolmente sicuro per la presenza del fiume in piena e, soprattutto, per via del crollo del ponte in località Pollenzo, a pochi chilometri di distanza, dopo lo scoppio di una mina; il ponte (di corde), però, era stato distrutto solo in parte e, sotto il controllo delle SS del capitano Wesser (di stanza nel castello della cinta reale di Pollenzo), fu presto riparato a loro insaputa. La notte del 2 novembre esso fu percorso dalle truppe fasciste, che raggiunsero la città da sud e l'aggirarono da est, sulle colline, mentre un altro gruppo passò il fiume su un ponte di barche e penetrò dalla direzione ovest. L'allarme fu dato già di primo mattino da un uomo riuscito a sfuggire alle avanguardie fasciste che avevano freddato i suoi tre compagni, in località Toetto, mentre si riparavano dalla fitta pioggia sotto la tettoia di una chiesetta (Fenoglio scrive che stavano giocando a carte). I partigiani attesero le avanguardie fasciste concentrandosi sulla linea sud di cascina San Cassiano, dove esistevano alcune trincee, ma presto si accorsero che il nemico li stava aggirando da est, perché da lì cominciò a sparare, e smisero una dopo l'altra le mitragliere che avevano appostato su alcune posizioni dominanti (villa Monsordo, Castelgherlone) sulla sinistra. In inferiorità numerica e con gravi difficoltà logistiche, dovute soprattutto alle avverse condizioni meteorologiche, i partigiani ripiegarono su un'altura (in località villa Miroglio) per poi defilarsi nuovamente nella Langa. I fascisti, penetrati in Alba senza il saluto della popolazione, "andarono personalmente a suonarsi le campane".
Il racconto di Fenoglio appare disincantato e privo della retorica che regnava in quegli anni attorno alla Resistenza. I partigiani erano dipinti come giovani combattenti semplici, talvolta feroci, privi di quell'alone di eroismo in cui molti, nei primi anni dalla fine della guerra, li avevano proiettati; per questo l'opera fenogliana fu oggetto di molte critiche, soprattutto dai giornali di sinistra come l'Unità ("Guerriglia e mondo contadino", Mario Giovana, Cappelli Editore 1988). Solo più tardi il suo modo di "raccontare i partigiani" fu accolto più benevolmente e la sua opera ebbe il riconoscimento che meritava anche dal punto di vista storico.
L'incipit del primo racconto è stato citato dal Consorzio Suonatori Indipendenti (CSI) nella canzone Linea Gotica pubblicata nell'omonimo album.

## Racconti
Racconti della guerra civile:
- I ventitré giorni della città di Alba
- L'andata
- Il trucco
- Gli inizi del partigiano Raoul
- Vecchio Blister
- Un altro muro

Racconti del parentado e del paese e del dopoguerra:
- Ettore va al lavoro
- Quell'antica ragazza
- L'acqua verde
- Nove lune
- L'odore della morte
- Pioggia e la sposa

## Edizioni
- I ventitre giorni della città di Alba, collana I gettoni n.11, Torino, Einaudi, 1952,  p. 190.
- I ventitre giorni della città di Alba. La malora, collana I Coralli n.191, Torino, Einaudi, 1963.
- I ventitre giorni della città di Alba. La malora, collana Il Bosco n.148, Milano, Mondadori, 1964. - Introduzione di Maria Antonietta Grignani, Collana Oscar n.273, Mondadori, 1970-1983.
- I ventitre giorni della città di Alba. La malora, collana Supercoralli, Torino, Einaudi, 1970,  p. 269.
- La malora e altri racconti, collana Letture per la scuola media n. 19, Torino, Einaudi, 1971,  p. 351.
- Il partigiano Johnny. I ventitre giorni della città di Alba, Palazzi, 1973.
- I ventitre giorni della città di Alba, collana Nuovi Coralli n.106, Torino, Einaudi, 1975.
- in  Opere. Volume II: Racconti della guerra civile. La paga del sabato. I ventitre giorni della città di Alba. La malora. Un giorno di fuoco, collana NUE. serie in brossura n.55, Edizione critica diretta da Maria Corti, Einaudi, 1978,  pp. IX-818.
- Una questione privata. I ventitre giorni della città di Alba, collana Einaudi Tascabili n. 25, Torino, Einaudi, 1990,  pp. VII-325.
- in  Romanzi e racconti (I ventitre giorni della città di Alba. La malora. Un giorno di fuoco. Primavera di bellezza. L'imboscata. Una questione privata. I penultimi. Gli altri racconti. Appunti partigiani '44-'45), collana Biblioteca della Pléiade, edizione completa a cura di Dante Isella, Torino, Einaudi, 1992. - nuova edizione accresciuta, con bibliografia a cura di Barbara Colli, Collana Biblioteca della Pléiade, Torino, Einaudi, 2001, ISBN 978-88-446-0080-8, pp. LXIV-1799.
- I ventitre giorni della città di Alba, collana Meridiani. I grandi scrittori n.8, Editoriale Domus, 2003,  p. 113.
- I ventitre giorni della città di Alba, collana Einaudi Tascabili. Scrittori n.1398, Presentazione di Dante Isella, Torino, Einaudi, 2006,  pp. XX-163, ISBN 88-06-18372-9. - Milano, RCS, 2015; Collana Super ET, Torino, Einaudi, 2015, ISBN 978-88-062-2695-4; Presentazione di Davide Longo, Collana ET Scrittori, Einaudi, 2022, ISBN 978-88-062-5311-0.
- in  Tutti i racconti, collana Einaudi Tascabili. Biblioteca n.30, a cura di Luca Bufano, Torino, Einaudi, 2007-2018,  pp. XLIV-601, ISBN 978-88-061-8566-4.